# Peter Lawrence
Peter Anthony Lawrence (nacido el 23 de junio de 1941) es un biólogo británico.
Estudió biología en el Saint Catharine's College de la Universidad de Cambridge, en donde se doctoró en 1965. Se convirtió en miembro permanente del laboratorio de biología molecular (LBM) desde 1969. Entre 1984 y 1986 codirigió el departamento de biología celular del laboratorio.
En 1976 se convirtió en miembro de la Organización Europea de Biología Molecular y en 1983 de la Royal Society. Pertenece a la sociedad sueca de ciencias, como miembro externo.
Mundialmente se le considera una autoridad en el campo de la biología del desarrollo, centrándose en el estudio de la Drosophila melanogaster. Este estudio se centra en el estudio de los genes compartidos para el estudio y tratamiento de enfermedades genéticas.
Otro campo de estudio dentro de la biología de desarrollo con la mosca Drosophila melanogaster es la regeneración de partes del cuerpo com sucede con las salamandras con las alas de algunas mariposas.
Junto con el biólogo español Ginés Morata Pérez ha ayudado a establecer la teoría del compartimiento que fue propuesta por Antonio García-Bellido. En esta hipótesis una serie de células construye un territorio o compartimiento y sólo ese territorio en el animal. El desarrollo procede de un gen específico o «gen selector» que dirige el clonamiento de células que se divide en dos sets de células que construyen dos compartimentos adyacentes.

## Premios
- En 1977 Medalla de la Sociedad Zoológica de Londres.
- En 1994 Medalla Darwin de la Royal Society.
- En 1996 Premio Vinci D´Excellence de Moët & Chandon en Francia.
- En 2000 Medalla Waddington de Biología del Desarrollo de la British Society.
- En 2007 Premio Príncipe de Asturias de Investigación Científica y Técnica junto al biólogo español Ginés Morata Pérez.

## Obras
Ha editado varios libros :
- The Making of a Fly (1992), el más importante, considerado en los ambientes científicos una referencia para el estudio de la biología.[3]